# Овальє
Овальє (ісп. Ovalle) — місто в Чилі. Адміністративний центр однойменної комуни. Населення міста - 66 405 осіб (2002). Місто і комуна входить до складу провінції Лимарі і регіону Кокімбо.
Територія — 3 835 км². Чисельність населення - 111 - 272 жителя (2017). Щільність населення - 29 чол./км².

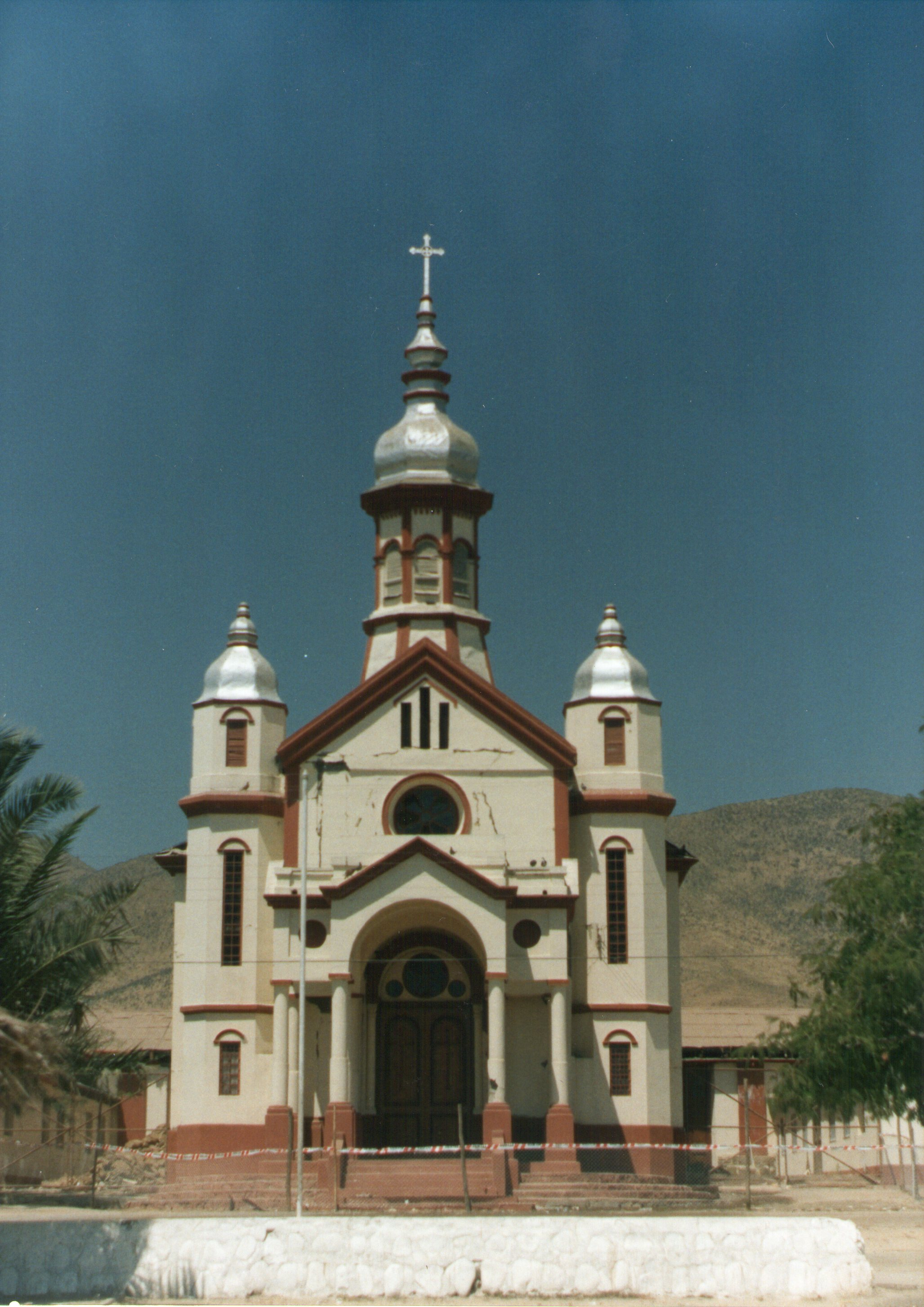
Церква в Сотакі

## Розташування
Місто розташоване на річці Лимарі за 77 км на південь від адміністративного центру області - міста Ла-Серена.
Комуна межує:
- на півночі — комуни Кокімбо, Андакольйо
- на північному сході — комуна Ріо-Уртадо
- на сході — комуна Монте-Патрія
- на південному сході — комуна Пунітакі
- на півдні — комуна Канела
- на заході — Тихий океан